# Ariszteasz-levél
Az úgynevezett Ariszteasz-levél vagy Philokratésznak írt levél egy i. e. 2. századi hellenisztikus mű, pszeudoepigráfia. Josephus Flavius, aki a levél körülbelül 40%-át idézi, Ariszteásznak tulajdonítja szerzőségét és eredeti címzettként Philokratészt nevezi meg. A levél a zsidó törvény görögre fordításáról szól, amit hetvenkét, Jeruzsálemből Egyiptomba küldött fordító készített el az alexandriai könyvtáros kérésére; így keletkezett a Septuaginta. A héber Biblia görögre fordításáról írt beszámolója többek szerint fiktív és nyilvánvalóan nem mentes a túlzásoktól, de ez a legkorábbi szöveg, ami az alexandriai nagy könyvtárat említi.

## Tartalma
A mű azt meséli el, hogy Egyiptom uralkodója (feltételezhetően II. Ptolemaiosz Philadelphosz) könyvtárosa, Démétriosz Phaléreusz ösztönzésére úgy döntött, lefordíttatja görögre a héber Bibliát. A király szabadon engedi azokat a zsidókat, akiket elődei fogságba vetettek, és (a jeruzsálemi templomban részletesen leírt) ajándékokkal halmozza el őket. A főpap mind a tizenkét törzsből hat embert választ ki (a levél írója feltételezi, hogy tizenkét törzs élt ekkor Júdeában), vagyis összesen 72-t, és hosszú beszédet mond a Tóra dicséretében. Mikor a fordítók megérkeznek Alexandriába, a király sír örömében, és hét napon át filozófiai kérdéseket tesz fel nekik, amelyekre mindre bölcs választ kap. A hetvenkét fordító ezután pontosan hetvenkét nap alatt elvégzi a fordítást. Mikor az alexandriai zsidók hallják, hogy a Törvényt görögül olvassák fel, kérnek a műből és megátkoznak bárkit, aki változtat a fordításon. A király bőkezűen megjutalmazza a fordítókat, akik ezután hazatérnek.
A második századi szerző fő céljának az tűnik, hogy fontosabbnak mutassa be a görög Szeptuagintát a héber Biblia minden más változatánál. A szerző észrevehetően görögpárti, azt állítja, Zeusz tulajdonképpen Hasem másik neve, és bár kritizálja a bálványimádást és a görög nemi erkölcsöt, írása nem ellenséges támadás az olvasó ellen, inkább meggyőzésnek szánta. Abból, ahogy a judaizmusról és jeruzsálemi templomáról beszél, feltételezhető, hogy téríteni próbált.
A levélnek több mint húsz kéziratos változata fennmaradt és más szövegekben is gyakran említik vagy idézik. Feltételezett szerzőjét, aki az i. e. 281 és 246 közt uralkodott II. Ptolemaiosz Philadelphosz egy udvaronca, leggyakrabban pszeudo-Ariszteászként említik. A Luis Vives által elvégzett filológiai elemzés, amit XXII libros de Civitate Dei Commentaria (1522) című művében publikált, kimutatta, hogy a levél hamisítvány.
A szerző következetlenségei és anakronizmusai alapján először Humphrey Hody (1659–1706) fedezte fel, hogy a mű valójában i. e. 170 és 130 közt keletkezett; Contra historiam Aristeae de LXX. interpretibus dissertatio című írásában bebizonyította, hogy a levél egy hellenizált zsidó késői hamisítványa, amit azért terjesztettek, hogy növeljék a Szeptuaginta tekintélyét. Isaac Vossius (1618–1689), Krisztina svéd királynő könyvtárosa Pomponius Mela művei általa szerkesztett kiadásához fűzött függelékében cáfolta, de a tudomány mai állása szerint egyértelműen Hodynak van igaza. A cáfolatra Hody műve 1705-ös újrakiadásának jegyzeteiben válaszolt.
Victor Tcherikover (Hebrew University) 1958-ban így foglalta össze a tudományos világ véleményét:
„A modern tudósok az Ariszteász-levelet a zsidó apologétákra jellemző műnek tartják, amelyet a görögöknek írtak önvédelem és propaganda céljából. Íme pár vélemény, ami ezt támastja alá: 1903-ban Friedlander azt írta, hogy a zsidóság dicsőítése a levélben nem más, mint önvédelem, bár »a mű nem említi név szerint a zsidósággal szembenállókat, és nem vallja be, hogy célja a közvetlen támadások elhárítása.« Stein a levélben »diplomáciai taktikát alkalmazó védekezést« lát, Tramontano pedig »apologéta és propagandista tendenciáról« beszél vele kapcsolatban. Vincent úgy jellemzi, hogy »rövid, nem apologetizáló mű, amelyet az egyiptomiaknak írtak« (értsd: az Egyiptomban élő görögöknek). Pheiffer szerint »ez a fantasztikus történet a Szeptuaginta eredetéről csak ürügy a zsidóság védelmére pogány rágalmazóival szemben, nemessége és észszerűsége kiemelésére, és arra, hogy görög anyanyelvű nemzsidókat térítsenek át rá.« Schürer »pogány álcába bújt zsidó propagandának« nevezi, amit »a pogány olvasónak címeztek, hogy terjesszék a zsidó hitet a nemzsidók közt.« Andrews is úgy tartja, hogy Ariszteász csak felvette a görög szerző szerepét, hogy »erősítse az érv hatását és a nemzsidó olvasók figyelmébe ajánlja a művet«. Még Gutman is, aki felismeri, hogy a mű a művelt zsidó belső igényéből fakad, a »zsidó propagandának a görög világban való elterjesztésére tett kísérletet« látja benne.”
Tcherikover azonban ezt is írja:
„Ebben a cikkben megkísérlem bizonyítani, hogy az Ariszteász-levelet nem önvédelem vagy propaganda céljából írták, és nem görög, hanem zsidó olvasóközönségnek szánták.”
Az alexandriai könyvtárról és múzeumról fennmaradt kevés információt kutató tudósok közül többen támaszkodtak pszeudo-Ariszteászra, aki Roger Bagnall jellemzése szerint „a források legkevésbé vonzó tulajdonságával rendelkezik: csak ott megbízható, ahol erősebb bizonyíték is alátámasztja mondandóját, ott viszont fölösleges.”

## Magyar szövegkiadás
- Ariszteász-levél. Ford. Simon L. Zoltán IN: Apokrif levelek (szerk. Dörömbözi János, Adamik Tamás), Bp., Telosz, 1999, (a katalógusokban formailag hibás ISBN-nel szerepel) ISBN 963-8458-17-6, helyes ISBN 963-8458-17-8, 5–43. o.